# Freier Fall (2013)
Freier Fall ist ein deutsches Filmdrama des Regisseurs Stephan Lacant. Für die Hauptrollen des Spielfilms wurden Hanno Koffler, Max Riemelt und Katharina Schüttler gewählt. Landesweiter Kinostart war in Deutschland am 23. Mai 2013.

## Handlung
Der Film erzählt die Liebesgeschichte zwischen zwei jungen Polizisten: Marc Borgmann ist 36 Jahre alt, beruflich aufstrebend und wohnt mit seiner schwangeren Freundin Bettina Bischoff in einem Eigenheim, das seine Eltern vorfinanziert haben. Alles in seinem Leben läuft in geregelten Bahnen, bis der vermeintlich heterosexuelle Polizeibeamte auf einer Fortbildung den Kollegen Kay Engel kennenlernt und sich in ihm ungeahnte Gefühle regen.
Marc versucht zunächst, seine neu entdeckte homosexuelle Seite zu ignorieren und in sein bisheriges Leben zurückzufinden, doch Kay lässt sich in Marcs Hundertschaft versetzen. Für Marc beginnt eine Phase ständigen Hin- und Hergerissenseins zwischen seinem alten Leben und den neuen leidenschaftlichen Erfahrungen. Nach und nach scheint es, als könne er niemanden in seinem Leben mehr glücklich machen, am allerwenigsten sich selbst.
Natürlich kommt die Affäre trotz aller Vorsichtsmaßnahmen ans Licht, Marcs Beziehung zu Bettina droht augenblicklich in die Brüche zu gehen und die beiden Männer sehen sich mit geballter Intoleranz sowohl im Kollegium (Kay) als auch im eigenen Elternhaus (Marc) konfrontiert. Den letzten Schritt, die endgültige Trennung von seinem bisherigen Leben, kann und will Marc dennoch nicht vollziehen. Schließlich beendet er schweren Herzens die Beziehung zu Kay. Als dieser daraufhin spurlos verschwindet, verliert Marc den Halt. Erst jetzt erkennt er, welche Bedeutung Kay für ihn hat. Nach dem Verlust seines Geliebten droht er auch sein „bürgerliches Leben“ zu verlieren. Marc und Bettina erkennen: So wie bisher können sie nicht weiterleben.

## Hintergrund

### Idee und Drehbuch
Freier Fall ist der erste deutschsprachige Langspielfilm des Essener Regisseurs Stephan Lacant. Inspiriert wurde die Geschichte durch Co-Autor Karsten Dahlem, der eineinhalb Jahre bei der Bereitschaftspolizei im Dienst gewesen war. Dieser berichtete Lacant von Mobbingfällen an homosexuellen Kollegen, die er während seiner Ausbildung beobachtet hatte. Lacant, der das Thema sowohl erschreckend als auch spannend zugleich empfand, erkannte filmische Qualitäten hinter Dahlems Schilderungen und beschloss, gemeinsam mit Dahlem die Arbeiten an einem Drehbuch aufzunehmen. In Vorbereitung auf das Skript sprachen die beiden mit geouteten und nicht geouteten Polizistinnen und Polizisten und arbeiteten eng mit dem Verband lesbischer und schwuler Polizeibediensteter (VelsPol) zusammen. Darüber hinaus recherchierte das Duo umfassend im Internet, um über Foren im Austausch mit realen homosexuellen Familienvätern deren Situation erörtern zu können.

### Produktion und Inszenierung
Freier Fall wurde von der Baden-Badener Filmproduktionsfirma kurhaus production in Koproduktion mit dem SWR produziert. Die Dreharbeiten fanden im Sommer 2012 im Raum Ludwigsburg statt. Durch die Koproduktion des SWR sowie die finanzielle Förderung durch die mfg Filmförderung Baden-Württemberg war das Team verpflichtet, die Dreharbeiten in Baden-Württemberg aufzunehmen. Auf Ludwigsburg hatte man sich geeinigt, nachdem das Produktionsteam in der Pädagogischen Hochschule Ludwigsburg ideale Räumlichkeiten vorgefunden hatte, um darin eine Polizeikaserne simulieren zu können. Alle weiteren Drehorte wurden in der Nähe angesiedelt, um Reise- und Lagerkosten möglichst gering zu halten.
Nachdem viele Schauspieler, denen das Drehbuch gefiel, ein Vorsprechen abgelehnt hatten, da sie nach Rücksprache mit ihren Agenten fürchteten, durch eine Mitarbeit an Freier Fall auf homosexuelle Rollen abonniert zu werden, konnten Hanno Koffler und Max Riemelt für die beiden männlichen Hauptrollen verpflichtet werden. Um die Stimmungen und Regungen der Hauptfiguren nah einfangen zu können, beschlossen Lacant und Kameramann Sten Mende weitestgehend mit einfachen Handkameras zu filmen. Auf umfangreiche Proben im Vorfeld und inmitten der Dreharbeiten verzichtete Lacant zugunsten intensiver Gespräche, in denen der Regisseur gemeinsam mit der Besetzung die einzelnen Charaktere und Handlungsweisen erarbeitete. Das Drehbuch unterlag in dieser Phase ständigen Anpassungen und Veränderungen. So wurden viele Dialoge gestrichen und durch andere Stilmittel ersetzt.

### Veröffentlichung
Der offizielle Kinostart in Deutschland war am 23. Mai 2013, die erste Fernsehausstrahlung am 17. November 2014 im SWR. Davor wurde der Film bereits auf den internationalen Filmfestspielen in Berlin (Berlinale am 8. Februar 2013) als Eröffnungsfilm in der Sektion „Perspektive Deutsches Kino“ gezeigt. Am Rande der Filmfestspiele von Cannes 2013 verkaufte der Vertrieb Salzgeber die Auswertungsrechte an die USA (Wolfe), die Niederlande (Cinemien) und die Schweiz (Xenix) sowie nach Frankreich (KMBO), Großbritannien (Peccadillo), Polen (Tongariro) und Dänemark (Reel Pictures).
Daraufhin wurde der Film zwischen dem 21. Juni 2013 und dem 9. Januar 2014 in neun Ländern (u. a. in den USA, Frankreich, Ungarn und Brasilien) auf insgesamt zehn Festivals gezeigt und in Polen (Kinostart: 6. September 2013) und Dänemark (Kinostart: 9. Januar 2014) auch außerhalb dieser Festivals veröffentlicht. Im offiziellen Trailer wird der Film als „The German answer to Brokeback Mountain“ („Die deutsche Antwort auf Brokeback Mountain“) bezeichnet.

## Rezeption

### Kritiken
Freier Fall wurde von der internationalen Kritik fast ausschließlich positiv aufgenommen:

“A powerful and dramatic story.”

„[…] so frisch erzählt, so eigenwillig beleuchtet, dass keine Déjà-vus aufkommen. […] präzise gezeichnet und gespielt, so dass die Geschichte einen fatalen Sog entwickelt.“

„Das alles klingt nach erheblich vorhersehbarer Coming-out-Geschichte. Ein wenig auch nach Brokeback Mountain. Doch Lacant gelingt es, diese Geschichte spannend und vor allem anders zu erzählen. ‚Auch wenn Homosexualität thematisch mitschwingt, geht es mir vorrangig darum, die dahinterliegenden archetypischen Konflikte aus Liebe, Hass, Verleugnung und Selbstfindung auszuloten‘, sagt Lacant über seinen Film. Dass ihm das gelingt, hat er vor allem seinen Hauptdarstellern zu verdanken. Sie spielen ihre Rollen, ohne in Klischees zu verfallen, ohne leicht lesbare Charakterinterpretation. [Das Ergebnis] wirkt insgesamt mutiger als so manch anderer Film, der sich klar als ‚queeres Kino‘ begreift. […] Allerdings: Ganz ohne die herkömmlichen Bebilderungsdichotomie von Hetero- und Homosexualität kommt der Film nicht in die Gänge. Baby, Frau und Heim auf der einen Seite. Sex, Drogen und Clubbing auf der anderen. Und irgendwo dazwischen Homophobie am Arbeitsplatz. Dann aber wird die Situation vielschichtiger: Kay verliebt sich, stellt Ansprüche, will mehr als nur eine Affäre sein. Und von da an lösen sich die Dichotomien fast vollständig auf, die sexuelle Orientierung der Figuren wird nebensächlich. Thema sind ab hier: Kontrollverlust, der Reiz neuer Erfahrungen, die Liebe samt ihren Konsequenzen. Lacant webt souverän an diesem komplexen emotionalen Geflecht – dessen schönster Moment sein überraschendes Ende ist.“

“Exceptionally hot love scenes (and full-frontal nudity) […] a powerful dramatization of a passionate gay affair.”

„Lacants erster Langfilm […] beeindruckt mit seiner ausgespielten Körperlichkeit, der gekonnten Beiläufigkeit der Dialoge und einer vibrierenden Darstellungskraft bis in die Nebenrollen. Vor allem aber zeigt der Film, […] wie schwer es fallen kann, das eigene Leben und das der Familie durch alle Verunsicherungen und Versuchungen zu steuern und einen Fall ins Bodenlose zu stoppen, wenn er erst einmal begonnen hat.“

„Wenn nach einer doch arg konstruierten ersten halben Stunde das dramaturgische Feld bedeutungsschwer bestellt ist, ahnt man schon, dass hier kein Konflikt überraschend an der falschen Kreuzung abbiegen wird. Und wenn dann auch im weiteren Verlauf von Freier Fall keine der Figuren eine auch nur irgendwie geartete individuelle Kontur abseits ihres (Nichts-)Tuns erfährt, wird alles zum abgekarteten Spiel, inklusive Klischee-Kabinett: der gehemmte Schwule, gefangen in einem heterodominierten Mikrokosmos mit ignorant-prüder Mutter (‚So haben wir dich nicht erzogen‘), naiv-passiver Ehefrau und dem homophoben Machoarbeitskollegen als Antagonisten.“

„Sehr geradlinig erzählt und ausgesprochen konzentriert gespielt […]“

„Man kann nicht genau sagen, ob ‚Freier Fall‘ nur so gut ist, weil Hanno Koffler, Max Riemelt und Katharina Schüttler so gut sind, oder ob sich die drei deshalb so spektakulär freispielen können, weil ihnen der Film die Möglichkeit dazu gibt. Fakt ist jedenfalls, dass man Schauspieler selten so sehr in Einklang erlebt, gerade im deutschen Kino, so echt und unangestrengt und unmittelbar.
Problemfilme müssen nicht anstrengend sein, wenn sie mit so viel Leichtigkeit erzählt werden wie dieser. Lacant versucht keine Abhandlung zu ‚Homosexualität im Polizeimilieu‘ – vielmehr erzählt er wertfrei, aber liebevoll von drei Menschen, die den unmöglichen Traum vom Glück träumen: Kay wünscht sich nur einen anständigen Freund, Bettina eine heile Familie und Marc alles zusammen. ‚Freier Fall‘ lässt ihre Träume platzen. Und hält es trotzdem nicht für ausgeschlossen, dass es sich zu träumen lohnt.“

### Auszeichnungen
- Prädikat „besonders wertvoll“ der FBW[15]
- NDR-Regiepreis beim Filmkunstfest Mecklenburg-Vorpommern 2013[16]
- Günter-Rohrbach-Filmpreis 2013 an Regisseur und Produzenten sowie Preis des Oberbürgermeisters an Hanno Koffler und Max Riemelt[17]
- Nominierung für den MFG-Star Baden-Baden 2013
- Nominierung für den Deutschen Filmpreis 2014 in der Kategorie Beste darstellerische Leistung – männliche Hauptrolle an Hanno Koffler

## Fortsetzung
Der Hauptdarsteller Max Riemelt bestätigte am 19. März 2015, dass eine Fortsetzung zu Freier Fall in Arbeit sei. Diese soll vom unabhängigen Produzenten kurhaus productions mit denselben Hauptdarstellern und Stephen Lacant als Regisseur erstellt werden. Das voraussichtliche Budget wird drei Millionen Euro betragen, die über Crowdfunding finanziert werden sollen. Die diesbezügliche Kampagne startete am 19. März 2017.